# 姫路市立豊富小学校
姫路市立豊富小学校（ひめじしりつ とよとみしょうがっこう）は、兵庫県姫路市豊富町御蔭にあった公立小学校。

## 沿革
- 1902年（明治35年）10月1日 - 豊富尋常高等小学校として発足。
- 1941年（昭和16年）4月1日 - 学校名を「豊富国民学校」に変更。
- 1947年（昭和22年）4月1日 - 学校名を「豊富小学校」に変更。
- 1958年（昭和33年）1月1日 - 学校名を「姫路市立豊富小学校」に変更。
- 2020年（令和2年）
  - 3月31日 - 廃校
  - 4月1日 - 姫路市立豊富中学校と統合し、姫路市立豊富小中学校（義務教育学校）開校